# Manuscrit

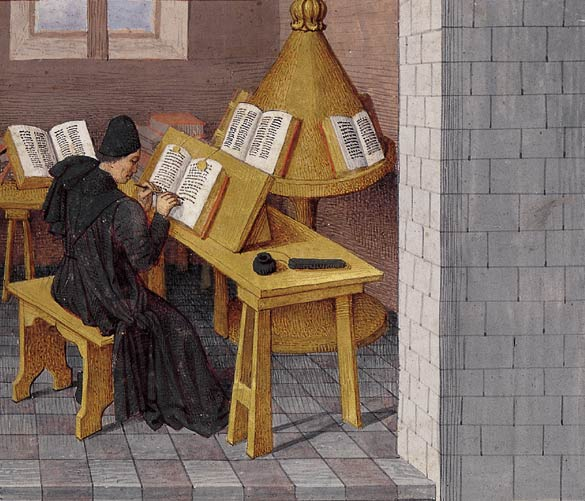
Clergue a lscriptorium d'un monestir copiant un manuscrit

Un manuscrit (del llatí manu scriptus) és com indica el seu nom un text 'escrit a mà', sovint per clergues. La majoria daten de les èpoques de l'edat antiga i l'edat mitjana; és una manifestació singular i única de cada text. La reproducció manuscrita del text és una tasca que afecta un únic subjecte i dona lloc a una única còpia o exemplar. Els manuscrits tracten de qualsevol tema, des de la religió fins a la ciència. A partir del segle xv, amb la invenció de la impremta de tipus mòbils, predominen els llibres impresos.

## Història

### Antiguitat clàssica
A l'antiguitat clàssica, sobretot a Grècia, els llibres estaven força presents en la cultura, també hi havia persones que en col·leccionaven i d'altres que es dedicaven al comerç d'exportació de llibres. No se sap del cert, però el més probable és que els autors només deixessin copiar els seus llibres a amics, restringint així el paper dels editors.
A Roma, existia un comerç de llibres perfectament organitzat; l'autor venia el seu llibre a un editor que podia pagar-li segons el nombre d'exemplars venuts o directament una suma per l'obra total. Se sap que les edicions preferides del públic de l'època podien arribar a un milió d'exemplars, la qual cosa permet saber que el manuscrit de l'autor es dictava a la vegada a un gran nombre d'amanuenses. Els amanuenses eren esclaus estrangers que no tenien un bon coneixement del llatí i que, a més a més, estaven exposats als errors freqüents d'escriure al dictat; això provocava que les còpies que es venien tenien força errors. El procediment comú de transcriure manuscrits a mà es realitzava per mitjà de copiar el manuscrit original, d'aquesta manera s'evitaven els errors del dictat, a més a més de poder copiar més exactament la cal·ligrafia i les miniatures dels manuscrits originals.

### Edat mitjana
A l'alta edat mitjana, els monestirs van passar a ser els centres del patrimoni cultural, particularment els monestirs benedictins, ja que la còpia dels manuscrits als scriptoriums era una de les principals ocupacions dels monjos d'aquest orde. En els inicis, els copistes realitzaven les còpies sobre els seus genolls mitjançant un suport de fusta que utilitzaven com a escriptori. Al final de l'edat mitjana és quan els amanuenses utilitzaven pupitres i taules per a realitzar les seves còpies.
Un cop preparat el pergamí o el paper, el copista procedia a realitzar el ratllat horitzontal i del marge traçant unes línies verticals per delimitar les columnes. La qualitat d'una còpia es valorava per la regularitat en la cal·ligrafia del copista. Quan acabaven la còpia, la majoria hi afegien el seu colofó, que contenia detalls importants com: el títol de l'obra transcrita, indicacions cronològiques, el nom del copista, la petició que es pregui per la seva ànima i que se'l perdoni pels seus possibles errors i faltes comeses en la transcripció i finalment s'afegia una maledicció pel qui intentés robar el còdex.

#### La secularització dels manuscrits
Al segle iii, els manuscrits confeccionats pels monjos eren suficients per a abastir la demanda, ja que la major part de gent no podia aspirar a aconseguir-ne. El poc abast de manuscrits per a la població era causat per l'elevat preu, el desconeixement general, la lentitud de la producció i la dificultat d'aconseguir-ne.
Amb la creació d'universitats i l'augment de l'activitat intel·lectual, la producció de còpies manuscrites dels monjos era cada vegada més insuficient. Per això, el manuscrit va passar de ser patrimoni exclusiu dels grans centres eclesiàstics per desplaçar-se cap a un caràcter més laic, especialment els universitaris, les corts reials i les cases dels grans magnats. Per fer que arribessin a tots els estudiants de les noves universitats, es va adoptar una tècnica que consistia a dividir el manuscrit en diferents quaderns i aquests es distribuïen entre els copistes de les universitats. Cada un copiava una pecia (secció o quadern en què es dividia un manuscrit) tantes vegades com era necessari per crear un exemplar. Això ho feia una persona encarregada dins de la universitat, al qual la gent li demanava els manuscrits per poder-los copiar ells després. De mica en mica, aquest procés es va anar convertint en un negoci que va fer que la majoria de la població pogués adquirir els manuscrits.
El problema de no arribar a tothom pel lent procés de còpia i pels pocs exemplars produïts no es va solucionar fins a l'arribada del paper. Això és degut al fet que el preu del pergamí o de la vitel·la en què s'escrivien els manuscrits era força elevat.
Fer un gran nombre de còpies representava un cost elevat, a causa del preu del pergamí i dels altres materials utilitzats; no era rendible fer-ho i els copistes perdien molts diners.
Va néixer la institució de la pecia per la necessitat de multiplicar els exemplars dels llibres indispensables pel treball escolar; per això, al segle xiii, a l'entorn universitari es diferenciava l'exemplar de la pecia. Es realitzava amb cal·ligrafia gran i traçada amb cura un exemplar tipus que constava d'uns quatre fulls. Aquests quaderns eren corregits per una comissió universitària i llavors passaven a ser pecies que, amb un pagament, podien passar a mans dels copistes per ser transcrites. Anteriorment, en algun monestir, aquesta metodologia de còpia també s'havia utilitzat excepcionalment.

### Edat moderna
Pel que fa a l'estudi del llibre, a Europa es va dividir en dues etapes en què es van copiar milers d'exemplars de llibres manuscrits il·luminats. La primera etapa comença l'any 1400 i finalitza l'any 1430 i se la denomina gòtic internacional. La segona etapa s'anomena flamenca.
La primera etapa, la gòtica internacional, es caracteritza pel fet que els grans clients i promotors dels llibres manuscrits són: monarques, la família reial, els clergues i la noblesa. Estan de moda els llibres d'hores (de temàtica religiosa, segles xiii i xiv), destinats principalment a les dones. A França, es copiaven nombroses obres literàries, històriques, polítiques i científiques, traduïdes de l'italià o el llatí.
A la corona d'Aragó, a Catalunya, la monarquia estava en crisi. Aquest fet va afectar la producció de còdex luxosos il·lustrats, que va ser reduïda. La noblesa tampoc passava per una situació gaire més bona. Per això, els principals clients dels còdexs van passar a ser alguns gremis, eclesiàstics, bisbes i els parroquians. En canvi, a la corona de Castella, la producció de llibres manuscrits il·luminats era favorable, ja que els reis i l'alta noblesa en realitzaven molts encàrrecs.
Durant la Guerra dels cent anys, els miniaturistes dels còdexs es van separar en diferents ciutats, però la seva producció no va minvar, sinó que va fins i tot augmentar la seva diversitat temàtica i els seus clients, ja que van passar a ser comprats per la burgesia.
La invenció de la impremta no va afectar la producció de còdexs i rics manuscrits, ja que la diferència n'era molt clara. No es podia comparar la qualitat dels manuscrits i les seves ornamentacions amb la dels llibres editats o impresos.

## Tipologia

### Rotlle o volum

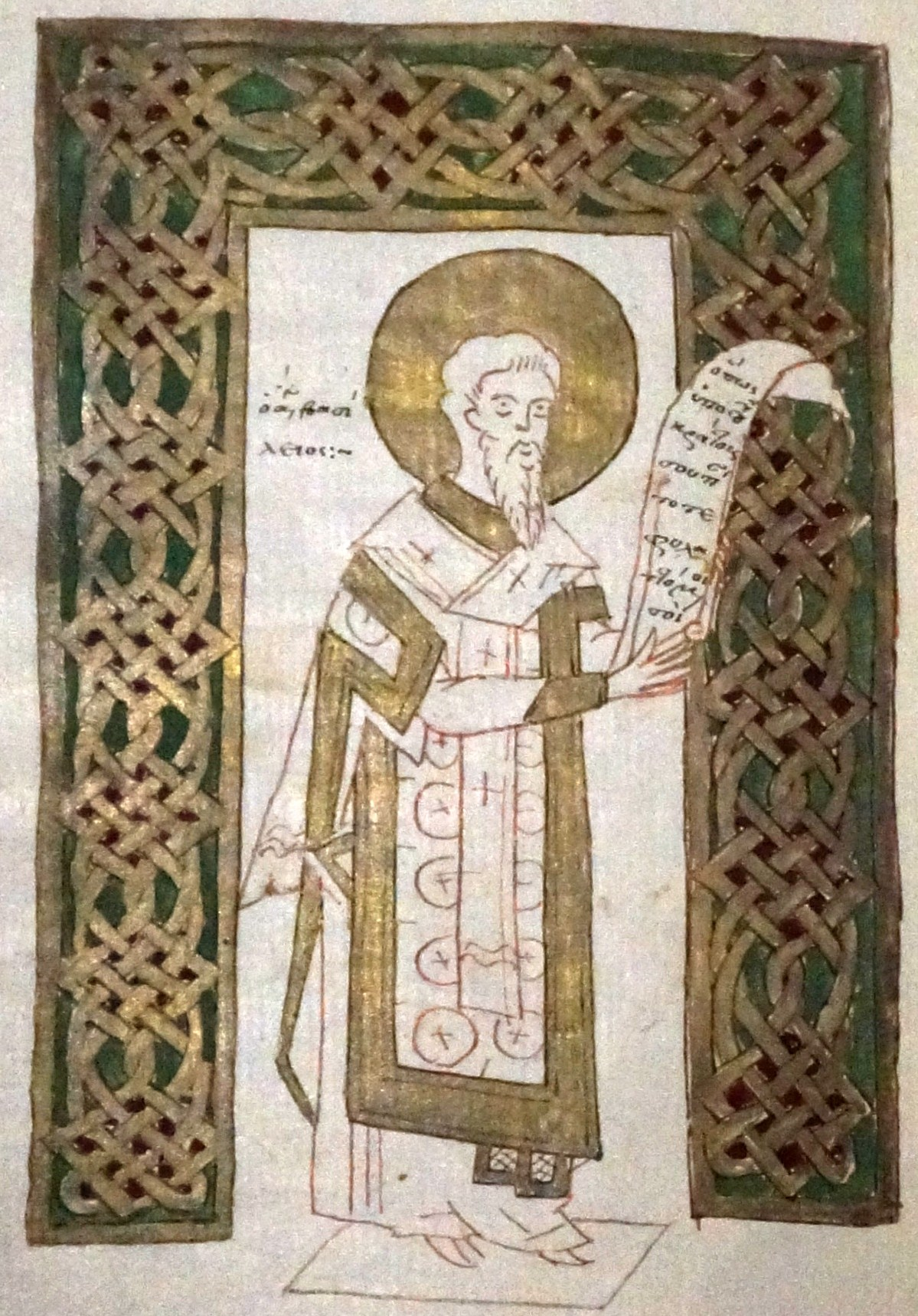
Miniatura en què es veu que la figura llegeix un rotlle o volum

El rotlle o volum és la forma que adoptaven els escrits i textos sobre papir. Els textos es disposaven en columnes amb igual nombre de línies. A la columna del títol o al final del volum, s'escrivia el nombre de línies del manuscrit. Totes aquestes normes estilístiques servien per a poder calcular el salari del copista; s'utilitzava una mesura d'unes 16 a 17 síl·labes (de 34 a 38 lletres).
La facilitat de lectura i de consulta dels llibres actuals, la cerca d'una cita o un error per a corregir-lo no és una característica dels rotlles per la seva disposició en columnes; per tant, són de caràcter poc pràctic, de lectura pacient i cansat de desenrotllar i enrotllar per tal d'anar avançant en la lectura.
El rotlle o volum va durar fins al segle V dC malgrat que el còdex ja es va començar a utilitzar al segle I o II. Aquest canvi de tendència del rotlle al còdex es mostra en les representacions artístiques; fins al segle v, totes les escultures cristianes representades acompanyades de qualsevol escrit, era representat en forma de rotlle; en canvi, a partir del segle v, aquestes representacions dels escrits van passar a predominar amb còdexs. Aquesta també és una mostra que en la vida quotidiana triomfava més el còdex que el rotlle pel seu format en pergamí i en forma de llibre.

### Còdex
El còdex està inspirat en les formes de les tauletes de cera però utilitzant una altra matèria, el pergamí, ja que era més apte com a suport de l'escriptura per doble cara. Després d'elaborar el pergamí, es tallava i es plegava; els plecs es podien ajuntar uns dins els altres per tal de formar quaderns de variables folis; rebien el nom segons el nombre de plecs amb què estaven realitzats. L'escriptura es presenta en línia tirada o en columnes, normalment dues i en excepcions tres. La utilització del papir amb forma de còdex va ser molt excepcional als segles VI – X. Els monestirs benedictins realitzaven una tasca de gran importància cultural com és la d'incloure en les tasques artesanes dels monjos la còpia manual d'antics còdexs, alguns d'il·lustrats. Així és com els monestirs contribuïen a preservar i transmetre la cultura antiga, a més a més de la cristiana, permetent que així no es perdés aquest gran patrimoni antic.

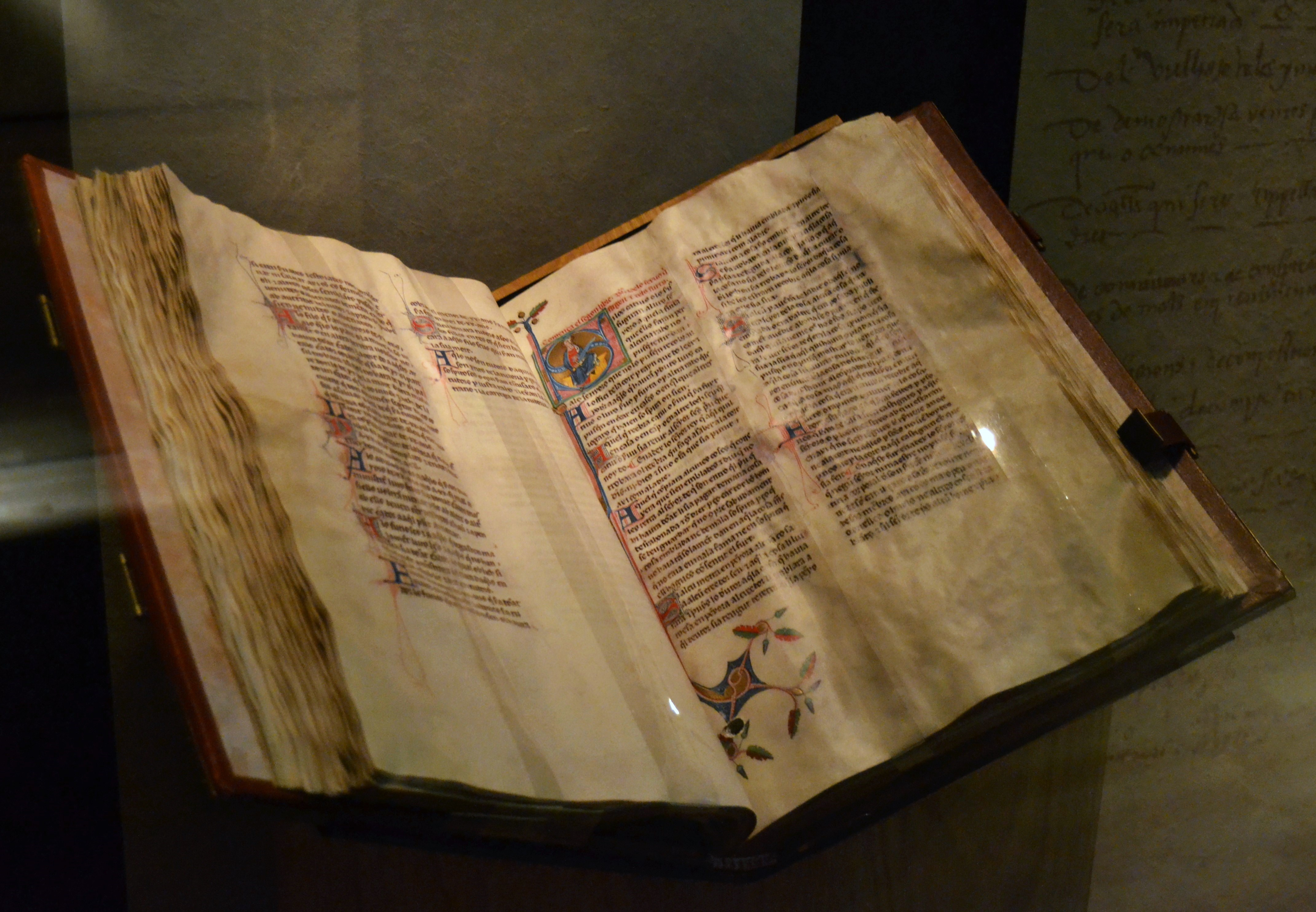
Còdex, tipus de manuscrit

La tradició manuscrita ha permès saber que els còdexs més antics que tenim a les biblioteques daten del segle iv, dels quals la majoria d'obres clàssiques es conserven en manuscrits del segle ix i X i moltes en còdex humanístics dels segles xv i xvi.

#### Localització i identificació de còdexs
Les biblioteques modernes tenen catàlegs de manuscrits i còdexs, que són la majoria de caràcter general, i contenen pràcticament tots els còdexs existents en una nació.

### Manuscrits religiosos
Trobem 3 tipus diferents de manuscrits religiosos:
Els evangelaris són els llibres que contenien els evangelis diaris de l'any. Els més importants són els que pertanyen dels segles XII al XV, i van ser utilitzats abans de l'aparició de la missa.
El llibre del cor: els seus fulls eren generalment de pergamí. Hi estaven escrits els salms, antífones, etc. Aquests escrits es cantaven als cors de les esglésies. Com que tenien grans dimensions, eren guardats en armaris especials i es col·locaven en faristols, que solien tenir 4 cares per a posar diversos llibres.
Els llibres de rés que contenien les oracions utilitzades a totes hores del dia i de l'any, se'ls anomenava també llibres d'hores. Normalment, estaven il·lustrats amb miniatures. Als segles XV i XVI, se'n van fer edicions precioses impreses amb molts gravats, i en destaquen les estampades per Simon Vostre a París.

### Palimpsest
Els palimpsests són una categoria molt especial de rotlles de pergamí, que se'ls coneix pel nom de còdex rescripte. Tenen la característica que aquests còdexs ja estaven escrits prèviament i es rentaven i raspaven per tal de poder ser reutilitzats i escriure-hi altre cop. Els palimpsests s'utilitzaven sobretot en els monestirs on no hi havia prou pergamí, com en els de Bobbio i Grotta Ferrata. Els còdexs que s'esborraven majoritàriament eren de caràcter profà, però existeix el cas d'algun d'eclesiàstic, per tal de llavors escriure-hi un text clàssic. Alguns dels palimpsests més importants són: De Republica de Ciceró, Instituciones de Gayo (catedral de Verona) i Ambrosianus de Plaut (Ambrosià de Millán).
La lectura i interpretació dels escrits dels palimpsests ofereixen grans dificultats tant per llegir-se com per recuperar els textos prèviament raspats o borrosos. Per realitzar-ho, es va utilitzar l'àcid gàl·lic concentrat i la tintura de Giobert, però eren reactius que ennegrien el pergamí. El sulfhidrat d'amoníac va resultar més afectiu, ja que permetia ressuscitar inscripcions il·legibles mitjançant l'aplicació de la llum de la làmpada de Wood, permetent que es fessin lluminoses les matèries dels pergamins i papers (les tintes molt pàl·lides es destacaven del color negre en un fons fosforescent).

### Manuscrits d'autor
Amb la impremta, els manuscrits podien ser copiats tant a mà com amb les lletres de motlle. Les còpies que es realitzaven amb la impremta, moltes vegades eren còpies d'ús personal o escrits de pròpia creació, que, després de passats per la impremta, llavors se'n destruïen els originals. Per això, es conserven només els manuscrits d'autor que no han estat impresos, no han estat copiats per cap impremta.

### Còpies d'ús personal realitzades per no professionals de l'escriptura[4]
L'extensió de l'alfabetització cap a sectors més amplis de la societat va provocar que, en necessitar llibres manuscrits per augmentar el seu coneixement, no els podien pagar perquè eren molt cars. Això va provocar que molts que sabien escriure es posessin a copiar les obres del seu interès. No es podien comparar els manuscrits d'execució cuidada en tots els seus aspectes amb les còpies de manuscrits de forma personal amb cal·ligrafies en cursiva, descurada i amb manca d'inicials cuidades que només es diferencien de la resta per les seves dimensions i no pas pel color o ornamentació; tampoc es respectaven les justificacions de les línies del text. En definitiva, aquestes còpies només es realitzaven per utilitzar-ne el contingut. La impremta tampoc va acabar amb aquest tipus de llibre.

## Suports

### Papir
El papir és una planta de l'ordre de les ciperàcies de tall prim, forma triangular i de diversos metres d'alçada; en el seu interior, es troben una sèrie de filaments que es poden extreure. Aquests filaments s'extreuen, es disposen en dues sèries sobreposades, premsades i assecades al sol formant el full de papir. Segons les dimensions i la qualitat aconseguida després del procés de transformació de la planta, es podien obtenir diferents tipus de papir com : la hieràtica o més tard anomenada augusta, és el suport de major dimensions i dedicat a la transcripció de textos sagrats; la charta emporetica era el suport de més petites dimensions; altres noms o dimensions del papir eren els següents: amphitheatrica, fanniana, saitica i taeneotica.
Les fulles es tallaven en tires del mateix format i dimensions i s'encolaven les unes amb les altres, d'esquerra a dreta i pel cantó més ample, per poder obtenir el rotlle o volum. Les pàgines s'organitzaven en dues columnes; podien ser de diverses amplades segons el lloc i el temps.

### Pergamí
El pergamí es fabricava amb pells d'animals, normalment de cabres i vaques prèviament preparades. S'extreia la pell dels animals, es macerava en calç durant uns dies, se li treia el pèl i es raspava amb un instrument ben afilat, finalment es polia mitjançant una pedra tosca fins a obtenir una superfície llisa i uniforme.
Els orígens del pergamí es remunten a l'època de Ptolemeu V Epifanes, el rei d'Egipte que va prohibir l'exportació de papir; llavors, el monarca va ordenar utilitzar les pells dels animals com a suport de l'escriptura.
Abans del segle xiii, la fabricació de pergamí es realitzava exclusivament als monestirs, on a les seves granges els monjos realitzaven tot el procés necessari per confeccionar els pergamins. Llavors, la producció de pergamins es va estendre a la població laica, creant els gremis de pergaminers a les principals ciutats.

### Paper
El paper es fabricava amb draps o substàncies fibroses. Va ser introduït pels àrabs a Europa gràcies al fet que van aprendre la tècnica de la seva elaboració per part dels xinesos a mitjans del segle viii. Aquesta tècnica consistia a triturar draps de lli i cordes de cànem per tal de reduir-los a fines làmines per mitjà de pressió i dessecació; llavors, per polir les imperfeccions es recobria la pasta amb una capa glutinosa. Aquesta tècnica es va anar perfeccionant, es trituraven els draps amb aigua i sabó, s'obtenia una pasta espessa que s'introduïa en un recipient ple d'aigua a una temperatura determinada. En el recipient, se submergia el marc de fusta amb la forma desitjada del paper a obtenir; el marc tenia una tela de fils que permetia que l'aigua passés i es retenia la pasta, i movent el marc es repartia uniformement. Es retirava el marc, i es posava la pasta sobre un filtre perquè acabés de retenir l'aigua, iniciant el procés de dessecació i, llavors, per acabar d'eliminar l'aigua, se sotmetia el paper a una premsa. Després, els fulls de paper es deixaven assecar i, un cop eixuts, s'hi aplicava una cola per tal que es pogués fixar bé la tinta.

## Instruments gràfics
Diversos objectes foren dissenyats per a escriure a mà:

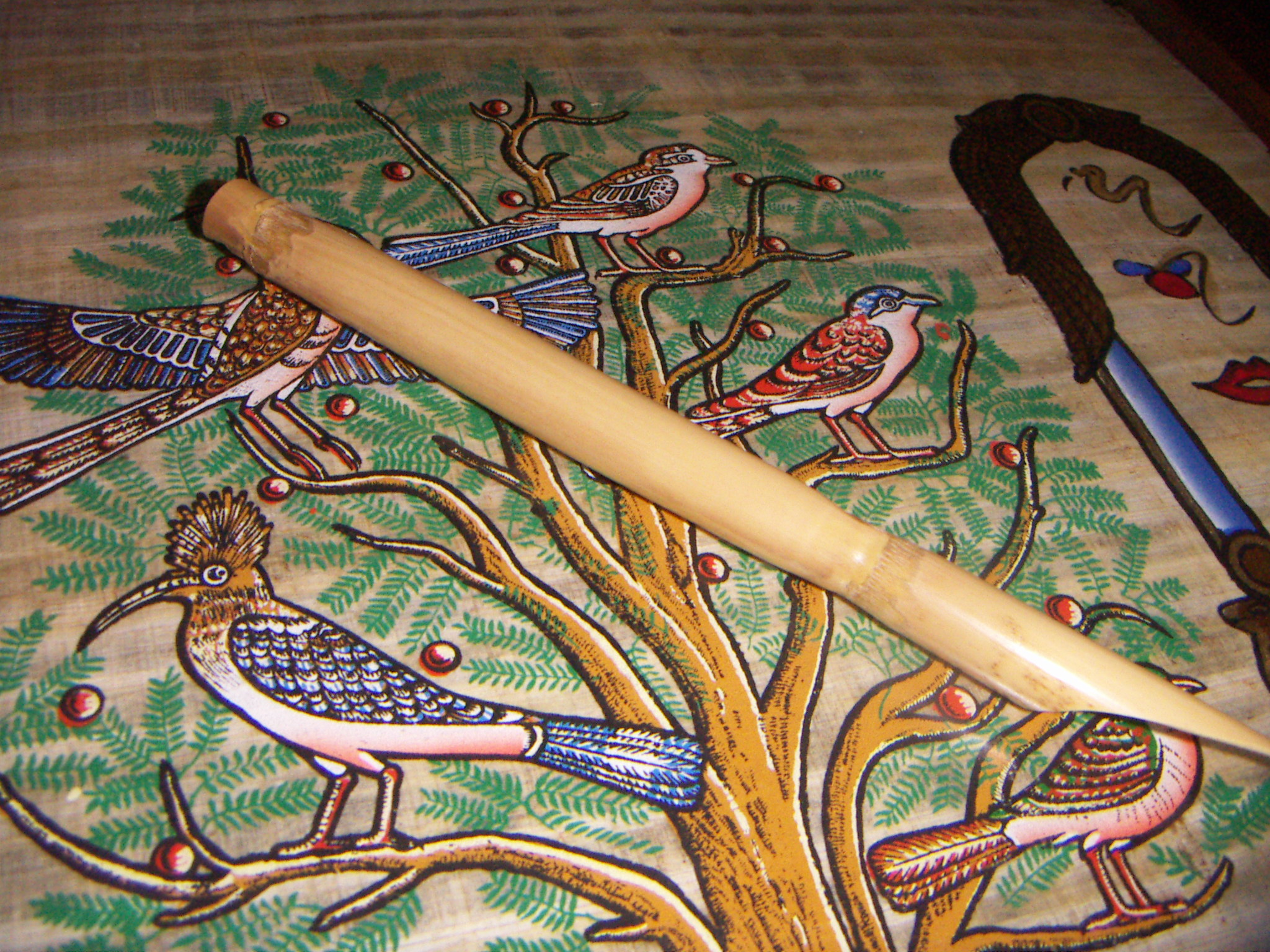
El càlam: instrument per a escriure

Instruments per escriureEl càlam (escriptura) es va utilitzar des d'un bon començament per a l'escriptura en tinta; és un instrument de canya tallat en punta; aquest extrem punxegut s'havia d'anar repassant amb la pedra tosca o una per afilar quan s'eixamplava. També es van fabricar excepcionalment algunes plomes metàl·liques en l'època que a Europa es va haver de substituir el càlam, segles V-VI.
Instruments per a esborrarSi es tractava de papir, s'utilitzava una esponja per tal d'esborrar el que s'havia escrit; en el cas del pergamí, s'utilitzava un ganivet o raspador.
Instruments per a marcar els intervals de línies i columnes del textEl punxó o compàs s'utilitzava per a marcar els punts dels intervals de línies i columnes dels textos mitjançant les regles de l'escriptura existents.
Tintes i tintersLa tinta negra era la que s'utilitzava des de l'antiguitat. Estava composta de 75 parts de negre de fum i de 25 parts de goma. Aquesta mescla s'assecava al sol i per tal de poder-la utilitzar s'havia de barrejar amb aigua. Per a escriure sobre pergamí, s'utilitzava una tinta amb base metàl·lica, el coure.
La tinta vermella s'utilitzava des de l'antiguitat a l'hora d'escriure les inicials i títols dels textos i escrits.
També es va utilitzar l'art de tenyir el pergamí de color porpra i escriure a sobre amb tintes d'or i plata; aquest art es va utilitzar a Europa des del segle vi, sobretot en l'època romana d'Orient. En els manuscrits medievals, per tal d'ornamentar els textos, es van utilitzar tintes d'altre colors com verdes, blaves, grogues, violetes, entre d'altres.
Els tinters més antics estaven fabricats de fusta. En un tros de fusta es realitzaven dos orificis, l'un amb una bola compacta de color vermell i l'altre de color negre.També se'n poden trobar altres materials com la ceràmica i el bronze.

## Comerç i preu
A l'època antiga grecoromana i a l'edat mitjana, el comerç de manuscrits no estava ben organitzat, però a part dels encàrrecs que es feien als copistes, també es compraven manuscrits. Gràcies a la passió dels humanistes pels manuscrits, el comerç se'n va intensificar fins al punt que molts d'ells reunien un gran nombre de volums.
Pel que fa al preu dels llibres, es creu que devia ser bastant elevat, sobretot el preu dels còdexs. A més a més, per diferents documents, també se sap que es realitzaven préstecs de còdexs i manuscrits, i aquests tenien una mena de contracte.

## Ornamentació i miniatura

### La miniatura grega clàssica, romana d'Orient i medieval
L'art de la il·lustració de llibre es remunta a temps molt remots, des dels egipcis. La substitució del rotlle pel còdex va comportar un canvi en la tècnica i el procediment de la il·lustració dels manuscrits, afavorint-la a causa que el pergamí era una matèria més apta que el papir, tant per a rebre com per a conservar les il·lustracions. Però, com que l'art d'il·lustrar manuscrits havia nascut en rotlle de papir, els escribes i il·luminadors van adoptar les mateixes modalitats en el còdex.

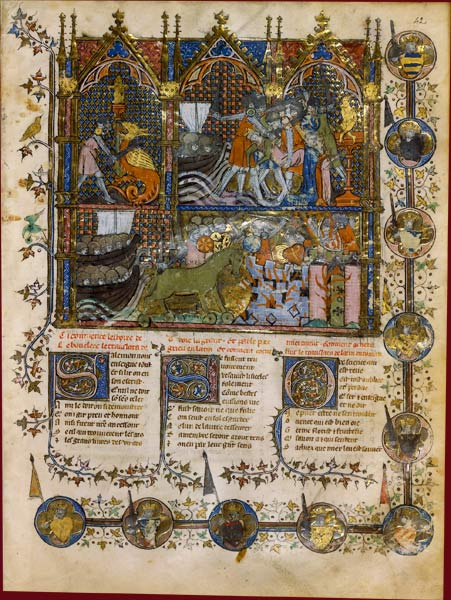
Il·luminació o miniatura d'un manuscrit

Els papirs il·lustrats que es conserven són molt escassos i les il·luminacions es limiten a simples esquemes o croquis. Els testimonis clàssics defensen que el retrat de l'autor se solia col·locar al principi del volum. La miniatura romana d'Orient es divideix en quatre períodes. El primer període (325-717) es caracteritza per il·lustracions de dues categories, quadres i figures de plantes i animals en el text. El segon període (717-842) es caracteritza per les inicials ornamentades, arcs i columnes en els evangelis, decoració fantàstica, geomètrica, ocells, entre d'altres. El tercer període (842-976) es caracteritza per un realçament de les miniatures, intentat reproduir models antics en les figures; i una ornamentació plena de fantasia. El quart període (976-1025) es caracteritza per una tendència a allargar les figures per tal de ser més esveltes.
De la miniatura en els centres de cultura romana (segles I –VII) no es conserva massa, ja que les còpies de les miniatures depenien de la traça a il·luminar del copista i molts d'ells tenien una deficiència en l'execució de les miniatures.

### La miniatura entre els segles VIII i XII
La decoració dels llibres manuscrits es va reduir i només es decoraven les lletres inicials mitjançant enllaçats de fulles amb caps estilitzats d'animals reals o imaginaris.
En aquests segles, els beats realitzaven il·lustracions gràfiques de passatges de l'Apocalipsi i de la profecia de Daniel, l'alfa i l'omega, la majestat del senyor, la lluita de l'au amb la serp, els inspiradors de l'obra, la genealogia temporal de Jesucrist, la història d'Adam i Eva, l'anunciació i el pessebre, episodis de la vida i mort de Jesús, àngels portadors d'evangelis, representacions d'esglésies orientals, símbols evangelistes dintre d'arcs. En alguns exemplars de llibres manuscrits es conserva el mapa mundi.
Moltes de les miniatures ocupen pàgines senceres i algunes fins i tot arriben a ocupar dues pàgines; en canvi, d'altres són de dimensions més reduïdes i s'ajusten als marges del text o s'hi intercalen. Les figures il·lustrades no tenen relleu ni perspectiva, tenen un fons monocromàtic i uniforme.
Durant el Renaixement, es perfilen en la miniatura moltes escoles del saber; cal destacar que totes aquestes realitzaven magnífiques miniatures amb representacions figuratives cada vegada més freqüents i luxoses. En aquest període, augmenta el costum d'escriure amb or o plata sobre pergamí de color porpra.
Al segle xi, va aparèixer l'estil romànic, que consistia a aplicar l'art romà d'Orient en les tradicions artístiques de cada país. Aquest estil es caracteritza per matisos de ratlles que ajuden al relleu; és de caràcter narratiu i les miniatures es caracteritzen per ser dibuixades amb ploma.
La miniatura espanyola en aquest estil es pot dividir en tres grups de còdexs:
- Manuscrits tradicionals, en què perdura l'estil mossàrab.
- Manuscrits en què es barreja l'estil mossàrab amb el romànic.
- Manuscrits d'estil romànic.

### La miniatura en els segles XIII i XVI
En aquests segles la miniatura entra en el període gòtic. En aquest període, els manuscrits es caracteritzen per una escriptura molt tècnica i un gust refinat pel que fa a l'alternació de tintes de color negre, vermell i blau, i els cromatismes de les ornamentacions. També apareixen freqüentment força il·lustracions, composicions pictòriques que materialitzen les escenes de què tracta el text.
Les il·lustracions de poesies estan compostes per múltiples escenes d'actors de tota mena de condicions socials: homes i dones, religiosos i laics, cristians, moros i jueus, reis, comerciants, senyors, entre d'altres. I són representacions de la vida real de l'època medieval.
En el període renaixentista, les miniatures es caracteritzen per les pràcticament immillorables ornamentacions de les lletres inicials i marges d'estil molt pur.
A la península Ibèrica, predominaven els colors tristos en les miniatures, com eren el color gris i el negre.

## L'enquadernació

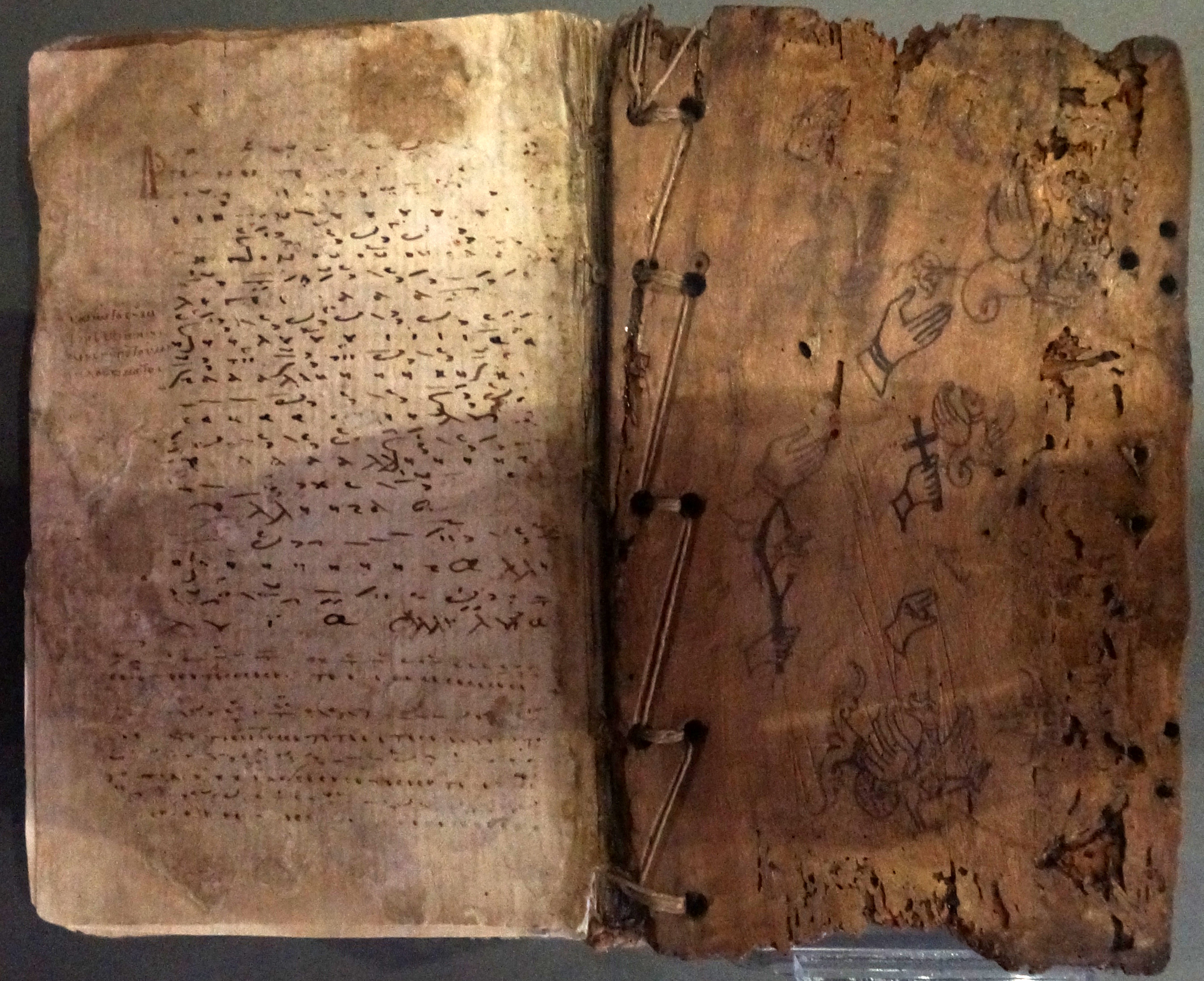
Enquadernació d'un llibre manuscrit

L'enquadernació va néixer quan es va substituir el rotlle pel còdex. El còdex en forma quadrada o rectangular exigia que els fulls que el componien s'haguessin d'unir i es protegissin. Es van utilitzar unes tauletes de fusta, normalment de cedre, i unes bandes de cuir que el lligaven amb l'ajut d'una corretja que subjectava tot el còdex. Aquesta va ser l'enquadernació més primitiva.
Aquestes cobertes dels còdexs van fer possible l'aparició d'una ornamentació externa basada en les tendències de cada època i tradicions de cada país. A partir del segle iv, l'enquadernació dels manuscrits és caracteritzada pel luxe de l'estil romà d'Orient. Són freqüents les cobertes de llibres amb or, plata, pedres precioses i esmalts.
Més tard, van aparèixer les enquadernacions que recobrien les tapes de fusta amb cuir, que era adornat amb petites representacions gravades en metalls que s'estampaven en sec, en relleu i sense or (tècnica anomenada gofrat). Aquests petits metalls contenien representacions vegetals, animals, imatges de sants, cavallers i altres figures humanes.
En el període gòtic, les enquadernacions esdevenen més senzilles i hi abunden els àngels, sants, escenes eròtiques i de caça.
En el període mudèjar, les enquadernacions es basaven en riques teles com: el vellut, teles peludes, rases..., brodades amb pedreries i esmalts exhibint emblemes en les parts centrals.